# Eupithecia carpophilata
Euphithecia carpophilata es una especie de polilla de la familia Geometridae. La especie fue descrita por primera vez por Otto Staudinger habiendo sido descrita en 1871, con distribución en Siberia e India (Himachal Pradesh). El holotipo de la especie fue descrita en Somon Bajanzogt, Mongolia a aproximadamente 1600 metros (5249,3 pies) de altitud, mientras que un sintipo de la especie fue descrita en Aimak, en los alrededores del Río Ussuri, así como en la Sierra de Albarracín, España.